# Hipólito Ramos
Hipólito Ramos Martínez (* 30. Januar 1956 in Pinar del Río, Kuba) ist ein ehemaliger kubanischer Boxer. Er gewann unter anderem die Silbermedaille im Halbfliegengewicht bei den Olympischen Spielen 1980 in Moskau.

## Boxkarriere
Ramos wurde 1978 und 1979 Kubanischer Vizemeister, nachdem er in den Finalkämpfen jeweils gegen Héctor Ramírez unterlegen war. 1980 wurde er dann erstmals Kubanischer Meister und vertrat sein Heimatland bei den Olympischen Spielen 1980 in Moskau, wo er Farid Mahdi, György Gedó und Iwajlo Marinow besiegen konnte, ehe er im Finale knapp mit 2:3 gegen Schamil Sabirow verlor und die Silbermedaille gewann.
1981 gewann er noch die Goldmedaille bei den Kubanischen Meisterschaften und den Nordamerikameisterschaften in Shreveport, sowie eine Bronzemedaille beim Weltcup in Montreal, wobei ihm auch ein Sieg gegen Schamil Sabirow gelungen war.
Bei den Weltmeisterschaften 1982 in München schied er in der Vorrunde gegen Laureano Ramírez aus. Bei Kubanischen Meisterschaften gewann er noch 1982 Bronze, 1983 Gold und 1985 Bronze.